# Hajós-Balogh János
Hajós-Balogh János (eredeti nevén Balogh János István, Veszprém, 1948. január 30. – 2019. december 6.) magyar festőművész.

## Élete és munkássága
Az érettségit szülővárosában, a Lovassy László Gimnáziumban tette le. Szegeden, a Juhász Gyula Tanárképző Főiskolán biológia–rajz szakos tanári diplomát szerzett, majd Sümegcsehiben és a veszprémi Dózsa György Általános Iskolában is tanított. Ezután három évig dolgozott a Veszprém Megyei Múzeumi Igazgatóság kiállításrendező csoportjában, majd visszatért a tanári hivatáshoz: tíz évig a Balatonalmádihoz tartozó Vörösberényben és a közeli Szentkirályszabadján oktatott. Ezután vállalkozóként tevékenykedve filmnyomással foglalkozott. 1989-ben Kiskunhalasra költözött, a város mellett egy tanyán él.
Festményeket fiatal kora óta készít, az 1970-es években már gyakran szerepelt a Veszprémben tartott őszi tárlatokon ugyanúgy, mint az ajkai tavaszi tárlatokon és a Stúdió Veszprém fiataljainak kiállításain. Az 1972-es őszi tárlaton nívódíjjal ismerték el munkáját.
Kezdetben Van Gogh volt a példaképe, de hamar rájött, hogy saját, egyedi stílusa jócskán különbözik Van Goghétól. Hajós-Balogh János, aki magát olyan realista festőnek tartja, aki elvont képeket fest, aprólékosan kidolgozott, ám gyakran a világmindenséget megjelenítő művei igen mozgalmasak, fő színeik a barna, a vörös és a kék. Némelyik képe játékos vagy humoros tartalmat is hordoz, de minden alkotására igaz, hogy erős gondolati tartalommal rendelkezik.
2019 októberében súlyos kutyatámadás érte, aminek következtében két hónappal később elhunyt. Hamvai a kiskunhalasi katolikus temetőben nyugszanak.

## Kiállításai
- 1974 – Balatonalmádi, Művelődési Ház (Fábián Lászlóval közösen)
- 1995 – Lethbridge (Kanada) (öt képével egy csoportos kiállításon)
- 1998 – Kiskunhalas, Művelődési Központ
- 2008 – Kiskunhalas, Művelődési Központ
- 2013 – Kiskunhalas, Művelődési Központ
- 2016 – Veszprém, Várgaléria